# أوزبك
الأوزبك (O'zbek) ظهر هذا الاسم خلال القرن الخامس عشر الميلادي في بلاد ما وراء النهر وكان يطلق في البداية على الجماعات التركية التي هاجرت من بلاد القبجاق ومناطق استراخان واستوطنت بلاد ما وراء النهر وتركستان. ويعتبر محمد شيباني خان هو زعيم الأوزبك ومنشئ الدولة الشيبانية التي أنهت حكم التيموريين. يستوطن الأوزبك اليوم الدولة الواقعة في آسيا الوسطى وتعرف باسمهم «أوزبكستان». ومن أشهر العلماء المسلمين الذين عاشوا في تلك الأرض البخاري والبيروني وأولوغ بك حفيد تيمورلنك.

## الديانة
الأوزبك مسلمون من أهل السُنة والجماعة ويتبعون المذهب الحنفي، ويوجد أقليات دينية أخرى مثل يهود بخارى و الأرثوذوكس، دخلت الجماعات التركية في وسط آسيا وأفغانستان إلى الإسلام على يد القائد المسلم قتيبة بن مسلم الباهلي وذلك في عهد الدولة الأموية.

## اللغة
اللغة الأوزبكية هي من شجرة اللغات الاتراكية. تعود جذور اللغة الأوزبكية إلى القارلوق إحدى اللغات التركية الأصل. وتعد الأوزبكية اللغة التركية الثانية الأكثر استخداما بعد الأتراك أنفسهم، وينتشر مستخدمو اللغة الأوزبكية في جميع دول آسيا الوسطى بما فيها أوزبكستان وأفغانستان بأكثر من ٣٥ مليون متحدث، وهي اللغة الرسمية لدولة أوزبكستان. وتكتب بالحروف اللاتينية وأحيانا تستخدم الحروف السيريلية والأبجدية العربية في بعض الأماكن بشكل غير رسمي. وتعتبر أيضا من اللغات المحلية في أفغانستان وتكتب بالأبجدية. وفي حين أن اللغة الأوزبكية هي لغة تركية بالأساس، إلا أن لديها كثير من الكلمات المستعارة من اللغة المنغولية، واللغة الفارسية، واللغة العربية، واللغة الروسية أيضًا، وتتميز هي عن سائر اللغات التركية في أنها تفتقر إلى تناغم الحروف المتحركة فيما بينها.
تعد اللغة الأويغورية المستخدمة في إقليم شنجيانغ الصينية الأقرب إلى اللغة الأوزبكية من حيث الاستيعاب والفهم إلى حدٍّ كبير حيث تنتميان إلى القارلوق إحدى اللغات التركية الأصل.

## التاريخ

### قبل الميلاد
أول من تم معرفتهم أنهم سكنوا منطقة آسيا الوسطى هم بدو إيرانيون وصلوا من المراعي الشمالية لما يعرف الآن بأوزبكستان في وقت ما في الألفية الأولى قبل الميلاد.
استقر هؤلاء البدو الذين تحدثوا باللهجات الإيرانية، في منطقة آسيا الوسطى وبدؤوا في بناء نظام ري واسع النطاق على طول أنهار المنطقة.
وفي نفس الوقت بدأت مدن مثل مدينة بخارى ومدينة سمرقند تظهر كمراكز للحكم والثقافة.
بحلول القرن الخامس قبل الميلاد تم السيطرة على المنطقة من قِبل دول مثل باكتريا وخوارزم وصغديان وتوخريان.
و غزا الإسكندر الأكبر سوغديانا وباكتريا في عام 327 قبل الميلاد، وتزوج روكسانا ابنة زعيم محلي من باكتريا.
كان من المفترض أن يوفر القليل من الغزو المساعدة للإسكندر لأن المقاومة الشعبية كانت شرسة مما تسبب في غرق جيش الإسكندر في المنطقة التي أصبحت الجزء الشمالي من المملكة اليونانية-البكترية الهلنستية.
لقرون عديدة حكمت منطقة أوزبكستان الإمبراطوريات الفارسية بما في ذلك الإمبراطوريات البارثية والساسانية.
و في القرون الأولى كانت المناطق الشمالية لأوزبكستان الحديثة جزءًا من دولة كانجو البدوية.
مع وصول الإغريق بدأت الكتابة القائمة على الأبجدية اليونانية في الانتشار على أراضي باكتريا وسوغديانا ونتيجة للبحث الأثري في إقليم سوغديانا وباكتريا تم العثور على أجزاء من الفخار ذات نقوش يونانية.
في القرن الثاني قبل الميلاد بدأت الصين في تطوير تجارة الحرير مع الغرب وبسبب هذه التجارة في ما أصبح يُعرف باسم طريق الحرير أصبحت بخارى وسمرقند في النهاية مدينتين ثريتين للغاية وفي بعض الأحيان كانت بلاد ما وراءالنهر واحدة من أكثر المقاطعات الفارسية نفوذاً وقوة في العصور القديمة.
في سنة 350-375 ميلادي استولت قبائل البدوXioniteعلى واحة سوغديانا وطشقند الذين وصلوا من مناطق السهوب في آسيا الوسطى.

### الفتح الإسلامي
في القرن الأول الهجري وأثناء الفتح الإسلامي لوسط آسيا أطلق المسلمون اسم بلاد ما وراء النهر على المنطقة بعد فتحها وذلك إشارة إلى النهرين العظيمين الذين يحدّانها شرقا وغربا نهر سيحون ونهر جيحون حاليا تسمى امو داريا وسير داريا.